# بيل بينينغتون
بيل بينينغتون (بالإنجليزية: Bill Pennington)‏ هو صحفي وكاتب أمريكي، ولد في 12 ديسمبر 1956.